# 一時帰国
『一時帰国』（いちじきこく）は、新しい学校のリーダーズの配信限定EP。2023年4月12日にリリース。

## 内容
2021年の『SNACKTIME』以来、約1年5か月ぶりのアルバムリリースで、配信限定シングル「オトナブルー」と「じゃないんだよ」を含めた全7曲を収録。
近年は海外の音楽プロデューサーと組む事が多かったが、本作は全曲日本人クリエーターによるプロデュースとなっており、1st・2ndアルバムをプロデュースしたH ZETT Mが約4年ぶりに楽曲を提供している。
発売週にiTunes総合アルバムランキングで初登場1位を獲得する。
同年12月13日、本作のCD媒体での再リリースとなる『一時帰国 DELUXE』が発売。こちらは「オトナブルー」のリミックス版となる「オトナブルー(ハイパースクールRemix)」が追加収録されている。

## メディアでの使用
| タイトル           | タイアップ詳細                                                           |
| ------------------ | ------------------------------------------------------------------------ |
| じゃないんだよ     | 映画『ベイビーわるきゅーれ 2ベイビー』主題歌                             |
| じゃないんだよ     | Leminoドラマ『対ありでした。～お嬢さまは格闘ゲームなんてしない～』主題歌 |
| 青春を切り裂く波動 | Leminoドラマ『対ありでした。～お嬢さまは格闘ゲームなんてしない～』主題歌 |
| Suki Lie           | テレビ東京系ドラマ『何かおかしい2』主題歌                                |

## 収録曲
| #         | タイトル                                                     | 作詞                   | 作曲         | 編曲         | 時間  |
| --------- | ------------------------------------------------------------ | ---------------------- | ------------ | ------------ | ----- |
| 1.        | 「じゃないんだよ」                                           | jon-YAKITORY           | jon-YAKITORY | jon-YAKITORY | 2:59  |
| 2.        | 「青春を切り裂く波動」                                       | 松隈ケンタ             | 松隈ケンタ   | SCRAMBLES    | 3:34  |
| 3.        | 「Giri Giri」                                                | yonkey                 | yonkey       | yonkey       | 3:04  |
| 4.        | 「Suki Lie」                                                 | yonkey                 | yonkey       | yonkey       | 3:15  |
| 5.        | 「オトナブルー」                                             | 新しい学校のリーダー達 | yonkey       | yonkey       | 3:04  |
| 6.        | 「乙女の美学」                                               | 新しい学校のリーダー達 | H ZETT M     | H ZETT M     | 4:16  |
| 7.        | 「踊る本能001」                                              | 新しい学校のリーダー達 | H ZETT M     | H ZETT M     | 3:18  |
| 8.        | 「オトナブルー (ハイパースクールRemix)」(DELUXE盤追加収録曲) | 新しい学校のリーダー達 | yonkey       | yonkey       | 2:54  |
| 合計時間: | 合計時間:                                                    | 合計時間:              | 合計時間:    | 合計時間:    | 26:24 |

## 楽曲解説
「青春を切り裂く波動」
ミュージック・ビデオのロケ地は「Official Music Video」、「Official Choreography Video」ともに鳥取県鳥取市内で撮影されている。
「踊る本能001」
UberEats Japanによるヘルメット着用キャンペーンのコラボ楽曲。
NHK『みんなのうた』の放送楽曲となり、本人たちも映像に出演。
2024年3月に開催された日本財団主催のイベント「True Colors SPECIAL LIVE2024」内のプロジェクト「True Colors DANCE 2024」のテーマソングとして、中高生を中心とした様々な個性を持つダンサーたちと共にパフォーマンスを披露。この模様は同月13日にEテレにて放送された。